# Паффенгольц Костянтин Миколайович
Паффенгольц Костянтин Миколайович (нім. Paffenholz; *5 (17) березня 1893, с. Албінець, Фалештський район Молдавської РСР — †24 вересня 1983, Ленінград) — радянський геолог, академік АН Вірменської РСР (1943), заслужений діяч науки Вірменської РСР і Азербайджанської РСР (1963).

## Біографія
У 1920 закінчив Петроградський гірничий інститут. З 1919 працював у Геологічному комітеті (з 1939 — Всесоюзний науково-дослідний геологічний інститут), в 1945-52 рр. — професор Єреванського університету, з 1959 р. в Інституті геологічних наук АН Вірменської РСР.
Основні праці присвячені вивченню регіональної геології, гідрогеології, магматизму, металогенії Малого Кавказу (Вірменії та прилеглих районів Азербайджану і Грузії), а також проблемам альпійської складчастої зони.

## Наукова і викладацька робота
У 1913—1916 роках провів геологічне вивчення району Кавказьких Мінеральних Вод і пріельбрусского району.
З 1919 року працював в геологічному комітеті, де під керівництвом А. П. Герасимова проводив магнітометричні дослідження на Кольському півостріві.
У 1923—1941 роках проводить геологічну зйомку Закавказзя і Малого Кавказу (вперше після Г. В. Абіха, який працював на Кавказі в 1854—1876 роках). Розробив для Малого Кавказу загальну стратиграфію вулканогенних відкладень різного віку, обгрунтував вік інтрузівів, що відіграло важливу роль головних рудних родовищ в теоретичних інтрузіях. Закартировував значну частину Кавказу і великі родовища. Займався гідрогеологією річок і озер для зрошення, енергетики та водопостачання. У тектоніці встановив надвиги, що спростувало «глибову» теорію формування Малого Кавказу англійського геолога Ф. Освальда (1906—1914).
Описав геологію і гідрогеологію басейну озера Севан.
У 1932—1933 роках працював у складі Таджицько-Памірської експедиції АН СРСР, де вперше картирував Льодовик Федченко на всьому його протязі — 60 км.
У 1935 році став кандидатом геолого-мінералогічних наук без захисту дисертації.
Делегат 17 сесії Міжнародного геологічного конгресу 1937 року. Керував кавказької експедицією конгресу.
У 1943 році захистив докторську дисертацію і був обраний дійсним членом Академії наук Вірменської РСР.
У 1945 році працював у ВСЕГЕИ, потім повернувся до цієї організації в 1952—1955 роках для редагування геологічних карт Кавказу.
У 1945—1952 роках був професором Єреванського університету, читав курс «Геологія Вірменії».
У 1947 році присвоєно звання «Генеральний директор геологічної служби III рангу», а в 1953 році — «Відмінник геологічної служби Міністерства геології СРСР».
З 1959 року працював в Інституті геологічних наук АН Вірменської РСР. Відрядили в Албанію (1959—1960) для складання геологічної карти цієї країни. C 1963 року консультант інституту.

## Основні наукові праці
- Склав геологічну карту Кавказу в масштабі 1:500 000, представлену на 20-й сесії Міжнародного геологічного конгресу в Мехіко (1956).
- Геологический очерк Кавказа, Ер., 1959;
- Очерк магматизма и металлогении Кавказа, Ер., 1970.
- Кавказ — Карпаты — Балканы (Геолого-тектонические параллели), Ер., 1971.
- Геология Армении. (1948).
- Геологический очерк Арагацкого вулканического массива. (1964).

## Нагороди
Державна премія СРСР (1950) за монографію «Геологія Вірменії» (1948).
Нагороджений 2 орденами Леніна, 2 ін орденами, а також медалями.